# Interurban Press
Interurban Press，曾称Interurbans，是美国一间现已结业的小型轨道交通出版社，存续于1943年至1993年。 存续期间总部始终位于大洛杉矶地区，1976年后总部搬至美国加利福尼亚州格倫代爾。 尽管该出版社重点在于图书出版，20世纪80年代起开始出版3份杂志，同时也出版视频和日历。鼎盛时期的该出版社拥有职工10人， 年营业额约200万美元。

## 艾拉·L·斯韦特时期
城际电车出版社1943年由艾拉·L·斯韦特（Ira L. Swett）创办，初始英文名为“Interurbans”，初始业务为油印报纸。 初期出版的英文报纸《城际电车新闻报》（英文原文刊名： Interurbans News Letter）深受铁道迷、无轨电车迷喜爱。 艾拉·L·斯韦特（Ira L. Swett）最初参与报纸制作是在美国陆军基地麥克阿瑟堡任上等兵期间编辑有关有轨电车的新闻，用以献给二战期间在海外作战的美军中的铁道迷。 部分他的读者成为了义务记者，向城际电车出版社的报纸提供自己所在地的电气化公共交通近况。艾拉·L·斯韦特（Ira L. Swett）也开始了图书出版业务，他将所出版的有轨电车主题图书称为“特别系列图书（英文原名：Specials）”。出版的第一本图书是1944年出版的英文图书《一个大型城际电车系统》（英文书名：The “Big Subs”），主题是旧金山至圣马特奥的城际电车1907年至1923年的历史。 他1948年12月取消了报纸业务，此后专注于研究和写作图书，仍称为“特别系列图书（英文原名：Specials）”。 在这之后的20年里，北美的有轨电车行业处在下行期，不少北美不少城市的有轨电车缩线甚至废止，有轨电车迷们开始记录有轨电车系统的历史。  艾拉·L·斯韦特（Ira L. Swett）自己写了50本相关图书，同时也编辑并出版过别人的手稿。
城际电车出版社出版的第一本不属于电气化铁路领域的图书是1971年出版的英文图书《西雅图无轨电车》（英文书名：Seattle Trolley Coaches），之后的城际电车出版社也出版过无轨电车图书，不过其出版作品仍以轨道交通为主。

## 乔治·麦克莱兰·锡布里三世（英语：Mac Sebree）时期
艾拉·L·斯韦特（Ira L. Swett）于1975年去世，城际电车出版社的实际控制人转移到了他的朋友兼合伙人乔治·麦克莱兰·锡布里三世手中。乔治·麦克莱兰·锡布里三世和艾拉·L·斯韦特（Ira L. Swett）一样热爱电气化铁路。乔治·麦克莱兰·锡布里三世曾在阿尔伯克基任合众国际社专业报纸记者至1982年。乔治·麦克莱兰·锡布里三世将出版社的英文名改为了“Interurban Press”，并雇佣了同样是铁道迷的吉姆·沃克（Jim Walker）担任副社长。 约1年后办公地址从乔治·麦克莱兰·锡布里三世在好莱坞的家中搬至在加利福尼亚州格倫代爾租用的办公室。
在乔治·麦克莱兰·锡布里三世时期，城际电车出版社的出版量有所增长，从之前的每年通常出版两本硬皮书增长至每年至少出版6本书，业绩较好的年份每年能出版8到10本书，业务成长还包括两份月刊——《Pacific RailNews》和Passenger Train Journal（国际标准连续出版物号：0160-6913）。《Pacific RailNews》1983年从查塔姆出版公司（英文原名：Chatham Publishing Co.）收购而来，1984年10号起刊名改为《太平洋铁路新闻》，国际标准连续出版物号：8750-8486。Passenger Train Journal则是1987年从PTJ Publishing Co.收购而来。 此时主要出版虽依然是业务电气化城市公共交通，但同时扩张至蒸汽火车和非旅客列车。
1981年，城际电车出版社获得了美国加利福尼亚州格倫代爾另一间名为“泛盎格鲁图书（英语：Trans-Anglo Books）”的小型出版社铁路和美国西部方面的销售权。 20世纪80年代的城际电车出版社的出版业务增加了铁路视频和铁路日历，使用“城际电车影片（英语：Interurban Films）”商标。在家用录像系统播放机普及之前，城际电车出版社就曾提供少量8毫米标准胶卷和超8毫米胶片格式影片。
1983年的城际电车出版社销售额约25%来自传统线下书店，15%来自邮购，余下60%来自铁路模型店、主题店、博物馆纪念品店和海外客户。 当时城际电车出版社通常一种图书印3000本，但也有受欢迎的图书首次印刷量更多或多次重印。
城际电车出版社1992年出版的两份月刊年销量约为各10000本。这时的城际电车出版社出版社出版的季刊《私人铁路客车》（英文原文刊名：Private Varnish）拥有约3000名订阅者。 图书出版业务仍在进行。城际电车出版社这时拥有10名员工，工作地点分别位于加利福尼亚州格倫代爾总部和威斯康星州沃基肖制作办公室。
乔治·麦克莱兰·锡布里三世1993年退休，并随之于1993年8月6日将城际电车出版社卖给了彭特雷克斯媒体集团，城际电车出版社随之结业。

## 出版图书《北美轻轨年报和用户指南》
城际电车出版社曾于1992年和1993年出版软封皮的《北美轻轨年报和用户指南》（英文原文书名：North American Light Rail Annual and User's Guide），内容包括美国、加拿大、墨西哥既有和规划中的轻轨系统。该书的第三版于1994年出版，此时的出版单位已经是收购城际电车出版社的彭特雷克斯媒体集团，尽管图书的编者还是乔治·麦克莱兰·锡布里三世。第三版是这本书的1994年最后版本，年销售量为约10000本。